# The Original (Westworld)
«The Original» es el primer episodio de la serie de televisión de intriga y ciencia ficción de HBO Westworld. El guion fue escrito por los cocreadores de la serie Jonathan Nolan y Lisa Joy, quienes escribieron la historia con Michael Crichton, escritor y director de la película de 1973 en la que se basa la serie. El episodio fue dirigido por Nolan y está dedicado en memoria de Eddie Rouse, quien interpretó a Kissy.
«The Original» presenta el parque de atracciones de temática occidental desde las perspectivas tanto de los androides como de los humanos. Recibió críticas positivas de la crítica.

## Trama
Westworld es un parque temático del viejo oeste de tecnología avanzada, donde los huéspedes pueden interactuar con los «anfitriones» androides reales en narraciones complejas. Los humanos pueden interactuar con los anfitriones como lo deseen, incluidos los actos violentos y sexuales, sin represalias, ya que los anfitriones están programados para no dañar a los seres vivos y reiniciar cada día de nuevo sin recuerdos de eventos pasados.
La anfitriona Dolores Abernathy visita Sweetwater y conoce a Teddy Flood, quien acaba de llegar a la ciudad. Los dos pasan el tiempo reavivando un romance pasado. Lleva a Teddy a la granja y escucha disparos provenientes de la casa. Dos bandidos bromean sobre la violación y el asesinato de su madre, y su padre sigue vivo pero le dispararon antes de que llegue Teddy. Teddy mata a dos de ellos, Walter y Rebus, pero se encuentra incapaz de matar a su líder, el Hombre de Negro. El Hombre de Negro revela que él es un huésped, y después de matar a Teddy, que se revela que es un anfitrión, arrastra a Dolores al establo, molesto porque no lo recuerda después de treinta años de sus visitas.
Al día siguiente, el anfitrión alguacil comienza a funcionar mal. El personal del parque lo lleva a su centro de operaciones y encuentran que la reciente actualización «Ensueños», desarrollada por el creador del parque Robert Ford y aplicada a algunos de los anfitriones, es la causa, pero el programador principal Bernard sugiere que monitoreen a esos anfitriones para diagnosticar mejor el problema. Sin embargo, Walter funciona mal ese mismo día, matando a sus compañeros bandidos en una diatriba, y la directora del parque, Theresa, les ordena que retiren a todos los anfitriones afectados al día siguiente, utilizando una narrativa temporal para que el bandido Héctor elimine a todos los habitantes del pueblo. Durante la noche, el Hombre de Negro mata a un comerciante llamado Kissy y le corta el cuero cabelludo, encontrando una imagen de un laberinto debajo de él.
Durante el día siguiente, el padre de Dolores, Peter, encuentra una fotografía del mundo exterior que dejó caer un huésped. Se confunde con la imagen y le susurra algo a Dolores, quien luego corre a la ciudad y se topa con Teddy nuevamente, pero justo al comienzo de la masacre de Héctor. Los anfitriones sospechosos de verse afectados por la actualización, incluidos Peter y Dolores, son llevados a operaciones. Robert habla con Peter, descubriendo que quería advertir a Dolores sobre la verdadera naturaleza de Westworld y buscar venganza contra aquellos que la han dañado en el pasado. Robert lo descarta como parte de la actualización «Ensueños» que permitió a los anfitriones tener acceso limitado a sus experiencias pasadas. Mientras tanto, el jefe de seguridad Ashley Stubbs entrevista a Dolores, y se entera de que es la anfitriona más antigua en el parque. Dolores le dice que su padre le susurró «Los placeres violentos tienen fines violentos», que ella no comprendió. Ashley cree que Dolores está funcionando normalmente y la regresa al parque, mientras que Peter y Walter se almacenan en frío.
Dolores se despierta al día siguiente y saluda a su padre, sin saber que es un nuevo anfitrión. Mientras observa el paisaje, golpea y mata a una mosca que cae en su cara.

## Producción

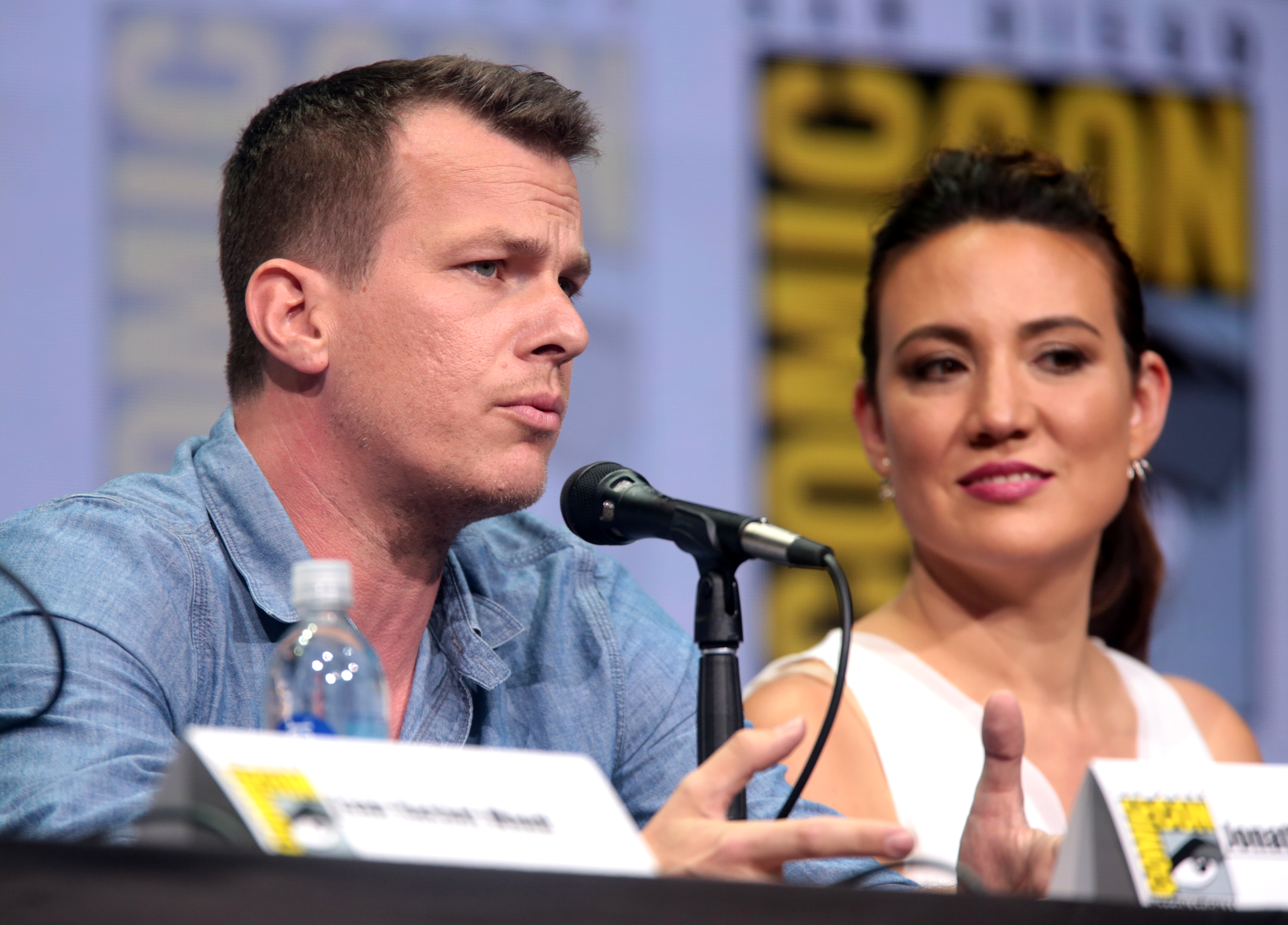
Jonathan Nolan y Lisa Joy coescribieron el episodio.

«The Original» fue escrito por los cocreadores de la serie Jonathan Nolan y Lisa Joy, basados en la premisa de la película de 1973 Westworld de Michael Crichton. El episodio tuvo un presupuesto de aproximadamente USD $25 millones.

### Filmación

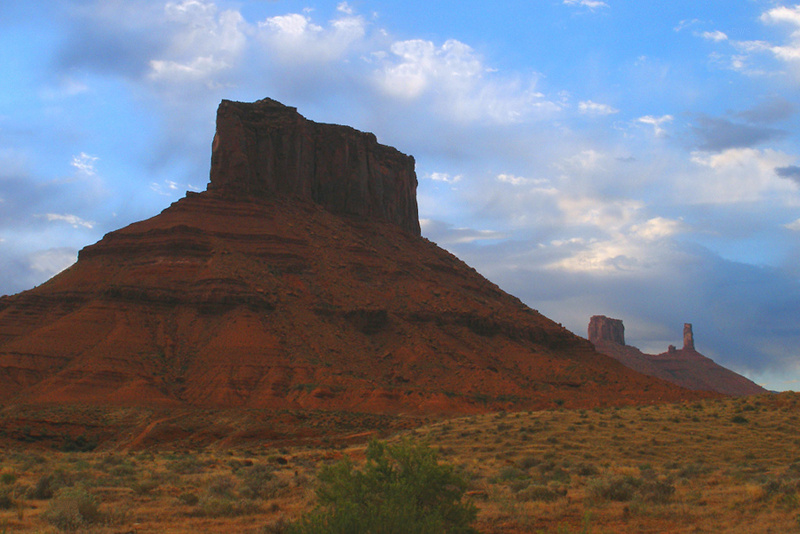
Castle Valley en Utah fue uno de los lugares de rodaje del episodio.

Dirigido por Nolan, «The Original» se filmó en agosto de 2014 en Los Ángeles, California. Las ubicaciones en California incluyen Santa Clarita, Melody Ranch en Newhall y Paramount Ranch en Agoura. El episodio también fue filmado en el sur de Utah, especialmente en Castle Valley y Fisher Valley.

### Música
La partitura fue compuesta por Ramin Djawadi. El episodio también presenta interpretaciones orquestales y piano como «Black Hole Sun» de Soundgarden y «Paint It Black» de The Rolling Stones. Se reprodujo «Ain't No Grave» de Johnny Cash durante los créditos finales.
En una entrevista, Djawadi habló sobre las canciones modernas utilizadas en el episodio. Dijo: «La serie tiene un sentimiento anacrónico, es un parque temático occidental y, sin embargo, tiene robots, ¿por qué no tener canciones modernas? Y esa es una metáfora en sí misma, envuelta en el tema general de la serie». Djawadi continuó: «Lo que es tan bueno de usar estas piezas en lugar de la partitura es que son melodías conocidas, lo que realza la idea de que todo está escrito en un guión». Señaló: «'Paint It Black' ocurre durante una escena de acción realmente grande, y tiene todos estos grandes altibajos: disparar, hablar, así que lo traigo y luego retrocedo un poco, lo cual hizo muy divertido organizar la orquesta».

## Recepción

### Audiencias
«The Original» fue visto por 1,96 millones de hogares estadounidenses en su vista inicial. El episodio también adquirió una calificación de 0,8 en el grupo demográfico 18–49. El estreno atrajo a 3,3 millones de espectadores en tres emisiones esa noche y una visualización temprana en las plataformas de transmisión de HBO, lo que lo convierte en el estreno más visto de una serie que ha tenido HBO desde True Detective. En el Reino Unido, el episodio fue visto por 1,7 millones de espectadores en Sky Atlantic (la emisión de mayor audiencia del canal esa semana).

### Respuesta crítica
«The Original» recibió aclamación de parte de los críticos con un elogio particular hacia las imágenes, la historia, los elementos temáticos y la construcción del mundo. El episodio actualmente tiene una puntuación del 100% en Rotten Tomatoes y tiene una calificación promedio de 9.2 sobre 10 basado en 26 revisiones. El consenso del sitio dice: «The Original pone el campo de juego vivo de Westworld ante nosotros en todos sus detalles: pesadez, cuestionamiento de la moral y gloria llena de misterio».
Eric Goldman, de IGN, escribió en su reseña del episodio: «Westworld, de HBO, da una buena primera impresión con su excelente estreno, ya que un parque temático proporciona el escenario para una exploración fascinante de la psique humana, y no tan humana». Le dio al episodio 9 de 10. Scott Tobias de The New York Times escribió en su reseña del episodio; «Basado solo en el primer episodio de Westworld de HBO, los creadores Jonathan Nolan y Lisa Joy se han construido a sí mismos como un mejor modelo, lo cual, en el pensamiento de Crichton, debería aumentar la probabilidad de que las cosas salgan mal. Crichton nunca nos invitó a pensar en los androides como algo. Más que máquinas excepcionalmente reales». Zack Handlen, de The A.V. Club, escribió en su crítica: «'The Original' es una excelente manera de comenzar. Hay todo tipo de posibilidades aquí, y actores que no tienen mucho que hacer (Thandie Newton, hola) pero quién presumiblemente será más importante a medida que se desarrollen los eventos. Y es impresionante ver cómo, con solo algunos ajustes menores, el programa logra rehacer Westworld en algo claramente nuevo». Le dio al episodio una A-. Liz Shannon Miller, de IndieWire, escribió en su crítica: «Es solo el primer episodio, y ya parece que el control está cambiando a medida que surgen más preguntas. No puedo esperar para obtener algunas respuestas más». Ella le dio al episodio una A-. Erik Kain de Forbes también criticó el episodio y dijo: «Me pareció que el estreno de la temporada de Westworld fue emocionante de principio a fin. Terminó con la nota perfecta, aunque desearía que hubiera durado mucho más. No puedo esperar al episodio dos, y espero desesperadamente que este programa siga siendo tan bueno como su primer episodio. Me encanta el misterio. Me encanta la yuxtaposición de dos de mis géneros favoritos, los westerns y la ciencia ficción, y me encanta la sensación de temor por todo».

### Reconocimientos
| Año  | Premio                                    | Categoría | Nominado(s)                                                                 | Resultado | Ref.   |
| ---- | ----------------------------------------- | --- | --------------------------------------------------------------------------- | --------- | ------ |
| 2016 | American Society of Cinematographers      | Logro sobresaliente en cinematografía en películas, miniseries o piloto para televisión                                  | Paul Cameron                                                                | Nominado  | [ 20 ] |
| 2016 | Editores de Cine de Estados Unidos        | Serie de una hora mejor editada para televisión no comercial                                                             | Stephen Semel y Marc Jozefowicz                                             | Nominado  | [ 21 ] |
| 2017 | Art Directors Guild                       | Premio a la Excelencia en Diseño de Producción de ADG para el periodo de una hora o la serie de cámara única de fantasía | Nathan Crowley                                                              | Ganador   | [ 22 ] |
| 2017 | Cinema Audio Society Awards               | Logro sobresaliente en mezcla de sonido - Serie de televisión - Una hora                                                 | John Pritchett, Keith Rogers, Scott Weber, Mark Kondracki, Geordy Sincavage | Nominado  | [ 23 ] |
| 2017 | Sindicato de Directores de Estados Unidos | Mejor serie dramática | Jonathan Nolan                                                              | Nominado  | [ 24 ] |
| 2017 | Costume Designers Guild                   | Periodo sobresaliente en serie de televisión                                                                             | Trish Summerville                                                           | Nominado  | [ 25 ] |